# Wang Dong (Fußballspieler)
Wang Dong (chinesisch 王栋, Pinyin Wáng Dòng, * 10. September 1981 in Qingdao) ist ein chinesischer Fußballspieler. Der Mittelfeldspieler spielt von 2001 bis 2013 bei Changchun Yatai. Außerdem war er für die chinesische Nationalmannschaft im Einsatz, für  die er bei der Asienmeisterschaft 2007 zwei Treffer erzielen konnte.
| Personendaten    | Personendaten               |
| ---------------- | --------------------------- |
| NAME             | Wang Dong                   |
| KURZBESCHREIBUNG | chinesischer Fußballspieler |
| GEBURTSDATUM     | 10. September 1981          |
| GEBURTSORT       | Qingdao                     |